# Перетворення теплової енергії океану
Перетворення теплової енергії океану (англ. Ocean thermal energy conversion  OTEC) — це технологія відновлюваної енергії, яка використовує різницю температур між теплими поверхневими водами океану та холодними глибинами для запуску теплового двигуна для виробництва електроенергії. Це унікальна форма виробництва чистої енергії, яка має потенціал забезпечити послідовне та стійке джерело енергії. Незважаючи на труднощі, які необхідно подолати, OTEC має потенціал забезпечити постійне та стійке джерело чистої енергії, особливо в тропічних регіонах із доступом до глибоководної води океану.

## Принцип роботи

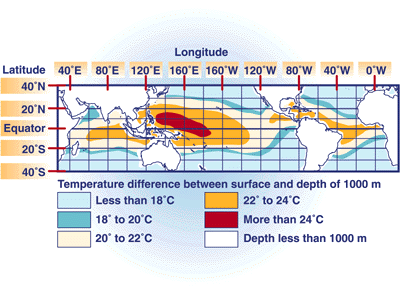
Різниця температур на поверхні та глибині в різних частинах океану

Основним завданням пристроїв, заснованих на енергії температурного градієнта морської води, є отримання людством неосяжної сонячної енергії, що акумулюється світовим океаном. Розрахунки показують, що з допомогою вертикальної різниці температур тропічного океану, залучаючи у процес перетворення 5 % енергії від сонячного випромінювання площею 4х10^13м². можна стабільно забезпечити генеруючі потужності на 10000ГВт.

## Історія
Вертикальний температурний градієнт тропічного океану для отримання електроенергії вперше запропонував використовувати французький вчений Д'Арсонваль у 1881 році.
Учень Д'Арсонваля Жорж Клод побудував 1930 р. першу працюючу установку отримання електроенергії з океану на Кубі потужністю 22кВт.
У 1930 р. Нікола Тесла займався вивченням цієї теми. І хоча він був дуже натхненний ідеєю подібного отримання електроенергії, в результаті він дійшов висновку, що технічний рівень його епохи ускладнював швидке просування в цьому напрямі.
1956 р. французькі вчені розробили проєкт 3 МВт електростанції для роботи в районі Кот-д'Івуару. Проте проєкт не реалізовано. Дешева нафта в 1950-х роках дозволяла будувати електростанції на викопних видах палива значно дешевше.
У 1962 р. Г.Андерсон, працюючи над удосконаленням моделей Клода, винайшов станцію закритого циклу.
США впритул зайнялися дослідженнями проєктів океанських електростанцій у 1974 р., коли засновано лабораторію на Гаваях. Лабораторія стала одним із найбільших світових центрів з розробки та тестування різних способів отримання енергії морського градієнта. Крім того, географічно Гаваї є одним із найбільш ідеальних місць для використання подібних електростанцій.
Японія зробила найбільший внесок у розвиток теорії та практики систем отримання енергії морського градієнта. У 1970 р. компанія Токіо Електрик Поуер Компані розробила та побудувала 100 кВт електростанцію закритого типу в Науру. Пущена до ладу 1981 р. електростанція виробляла близько 120 кВт електроенергії, у тому числі 90 кВт використовувалося потреб самої станції. Електрика, що залишилася, використовувалася для харчування школи та інших об'єктів в Науру. Цей об'єкт поставив рекорд реального використання енергії морського градієнта.
Індія широко займається дослідженнями у цій галузі. Розробляється перша така індійська електростанція потужністю 1 МВт для роботи неподалік штату Тамілнад.
У липні 2011 року Makai Ocean Engineering завершила проєктування та будівництво випробувальної установки OTEC Heat Exchanger в Laboratory of Natural Energy of Hawaii. Метою підприємства є розробка оптимальної конструкції для теплообмінників OTEC, збільшення продуктивності та терміну служби при одночасному зниженні вартості (теплообмінники є рушійною силою № 1 у витратах на заводі OTEC). А в березні 2013 року Makai оголосив про нагороду для встановлення та експлуатації 100-кіловатної турбіни на випробувальному заводі OTEC Heat Exchanger, а також Електропостачання OTEC до мережі.
У липні 2016 року Комісія з державних послуг Віргінських островів схвалила заявку Ocean Thermal Energy Corporation на отримання статусу кваліфікованого підприємства. Таким чином, компанії дозволено розпочати переговори з Управлінням водопостачання та енергетики Віргінських островів (WAPA) щодо угоди про закупівлю електроенергії (PPA), що стосується заводу з перетворення теплової енергії океану (OTEC) на острові Сен-Круа. Це буде перший у світі комерційний завод OTEC.
В африканській країні Сан-Томе і Прінсіпі планується встановити проєкт, який стане першою комерційною плавучою платформою OTEC у світі.Розроблена Global OTEC структура під назвою Dominique генеруватиме 1,5 МВт. Є перспективи розширення генерації для забезпечення всієї країни електроенергією.
У 2022 році між урядом і Британією підписано Меморандум про взаєморозуміння стартап Global OTEC

## Основні моделі

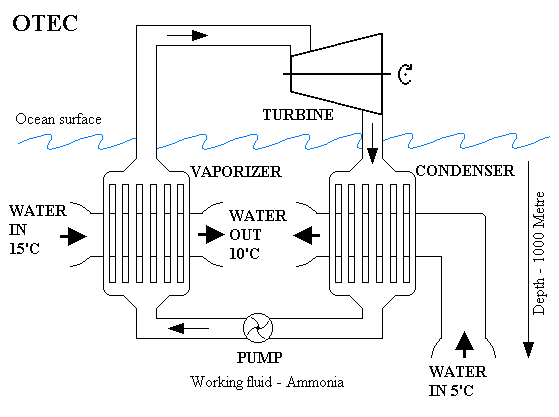
Схема електростанції закритого типу

- Відкритого типу
- Закритого типу
- Комбіновані

## Інтернет-ресурси
- Ocean Thermal Energy Corporation — Home
- [http://www.bluerise.nl/ Allseas targets renewables with acquisition of OTEC

specialist Bluerise]
- OTEC News — OTEC News website
- Educational material about OTEC by the NOAA Ocean Exploration program
- Ocean Energy Council: How does OTEC work?
- nrel.gov — what is OTEC?
- US Department of Energy, Information Resources
- Wired Magazine's interview with John Piña Craven on the future of OTEC
- 2007 edition of the Survey of Energy Resources produced by the World Energy Council
- The Green Ocean Project — OTEC Library
- Plumbing the oceans could bring limitless clean energy
- Maximum water flow capacity of steel pipes — dimensions ranging 2 — 24 inches
- Hainan Ocean Thermal Energy Conversion (OTEC) Power Plant, China
- 20,000 megawatts under the sea: Oceanic steam engines. New Scientist, March 1, 2014. Preview only.
- OTEC Foundation — Ocean Thermal Energy Association
- OTEC News
- Institute of Ocean Energy, Saga University [IOES] (Saga University OTEC Research Facility)
- Home — OCEES International, Inc. %
- 沖縄県海洋温度差発電実証設備 (Okinawa OTEC Project)